# Juan Boscán Almogáver
Juan Boscán Almogáver, född omkring 1495 och död 21 september 1542, var en spansk poet.
Almogáver översatte Baldassare Castigliones Cortegiano till spanska 1534, och kom därefter att utöva ett stort inflytande på den spanska prosastilen. Störst betydelse fick han dock för sin poesi. Han införde den 11-staviga versen i Spanien och var tillsammans med Garcilaso de la Vega den som införde sonetten, canzonen, terzinen, ottave rime och blankversen i Spanien.